# Dicksonia arborescens
Dicksonia arborescens är en ormbunkeart som beskrevs av L'hér. Dicksonia arborescens ingår i släktet Dicksonia och familjen Dicksoniaceae. Inga underarter finns listade.